# Microregiunea Abaúj–Hegyköz
Microregiunea Abaúj–Hegyköz (în maghiară Abaúj-Hegyközi kistérség) a fost o microregiune statistică (kistérség) din județul Borsod-Abaúj-Zemplén, Ungaria.
Cu o populație de 13.827 locuitori și o suprafață de 440,47 km2, aceasta a existat până în 2014, când în Ungaria, microregiunile ”kistérségek” au fost înlocuite de districte (járások).